# そらまめくんのベッド
『そらまめくんのベッド』または『そらまめくんのベット』は、なかやみわによる絵本である。福音館書店より刊行され、2024年現在の発行部数は159万部。続編も刊行され、2018年時点でシリーズ累計は340万部。

## 概要
なかやのデビュー作として福音館書店の月刊絵本「こどものとも年中向き」1997年5月号として発表され、1999年に「こどものとも絵本」の一冊として刊行された。2作目までは福音館書店から、以後は小学館から刊行されている。
「そらまめくん」は著者が会社員時代に考えたキャラクターが原型で、試作絵本の段階では、『ぼくのベットをさがして』というタイトルだった。当時は実家で両親が育てていた家庭菜園をヒントに豆のキャラクターを考案していた。
さやの中がふわふわしているソラマメや、長いササゲの一種である「さんじゃくまめ」など、実際の豆の姿からアイデアを得ている。

## 書誌情報等
- 『そらまめくんのベット』（福音館書店、1999年9月30日）ISBN 978-4834016291　※初版は「こどものとも年中向き」1997年5月号。
  - 大型絵本 『そらまめくんのベッド』（福音館書店、2001年11月1日）ISBN 978-4834017915
  - 『そらまめくんのベッド 英語版 ―Big Beanie's Bed』（アールアイシー出版 2004年3月10日）ISBN 978-4902216080 ※朗読CD付き
  - 『小蠶豆的床』(青林國際出版 2011)　台湾 ISBN 9789862740330
  - 『누에콩의 침대』（웅진닷컴　2001）韓国 ISBN 890103428X[8]
- 『そらまめくんとめだかのこ』（福音館書店、2000年9月15日）ISBN 978-4-8340-1701-4　※初版は「こどものとも年中向き」1999年4月号。
- 『そらまめくんのぼくのいちにち』（小学館 2006年6月21日）ISBN 978-4097261919
  - 大型絵本 『そらまめくんのぼくのいちにち』（小学館、2015年3月18日）ISBN 9784097265665
- 『あそびにおいでよ そらまめくん』（小学館 2008年7月16日）ISBN 978-4097347811 ※しかけ絵本
- 『そらまめくんとながいながいまめ』 （小学館 2009年4月2日）ISBN 978-4097261926
- 『そらまめくんのあたらしいベッド』 （小学館 2015年5月27日）ISBN 9784097265726
- 『そらまめくんのはらっぱあそび　なつのいちにち』 （小学館 2017年5月25日）ISBN 9784097266983
- 『そらまめくんとおまめのなかま』 （小学館 2019年3月5日）ISBN 9784097268284　※シリーズ初の赤ちゃん絵本。